# 1782 في الولايات المتحدة
فيما يلي قوائم الأحداث التي وقعت خلال عام 1782 في الولايات المتحدة.

## سياسة

### تعيين في المنصب
- 1 يناير – جون مارشال عضو مجلس نواب الولايات المتحدة عن ولاية فرجينيا.

### انتهاء فترة المنصب
- 1 يناير – فرانسيس لايتفوت لي عضو مجلس ولاية فرجينيا.
- 16 يناير – جون روتليدج حاكم كارولينا الجنوبية [الإنجليزية]‏.
- 20 مايو – جون جاي قائمة سفراء الولايات المتحدة لدى إسبانيا.

## مواليد

### يناير
- 18 يناير – دانيال وبستر سياسي ومحامي أمريكي.

### فبراير
- 15 فبراير – ويليام ميلر ثيولوجي من الولايات المتحدة الأمريكية.
- 23 فبراير – جون ويلسون كامبل سياسي أمريكي.

### مارس
- 14 مارس – توماس هارت بنتون سياسي من الولايات المتحدة الأمريكية.
- 18 مارس – جون كالهون سياسي أمريكي.

### أبريل
- 3 أبريل – الكسندر ماكومب عسكري من الولايات المتحدة الأمريكية.

### يونيو
- 8 يونيو – سيتون جرانتلاند سياسي أمريكي.

### يوليو
- 7 يوليو – جون مايرز فيلدر سياسي أمريكي.

### أكتوبر
- 9 أكتوبر – لويس كاس سياسي أمريكي.
- 24 أكتوبر – وليام نورتون شين سياسي أمريكي.
- 25 أكتوبر – ليفي لينكولن، الابن سياسي أمريكي.

### نوفمبر
- 4 نوفمبر – جون برانش سياسي أمريكي.
- 12 نوفمبر – وليام هندريكس سياسي أمريكي.

### ديسمبر
- 5 ديسمبر – مارتن فان بيورين سياسي أمريكي.

## وفيات

### يونيو
- 11 يونيو – ويليام كراوفورد (مواليد 1722)

### سبتمبر
- 6 سبتمبر – مارثا جيفرسون (مواليد 1748) السيدة الأولى لفرجينيا.